# رنشون

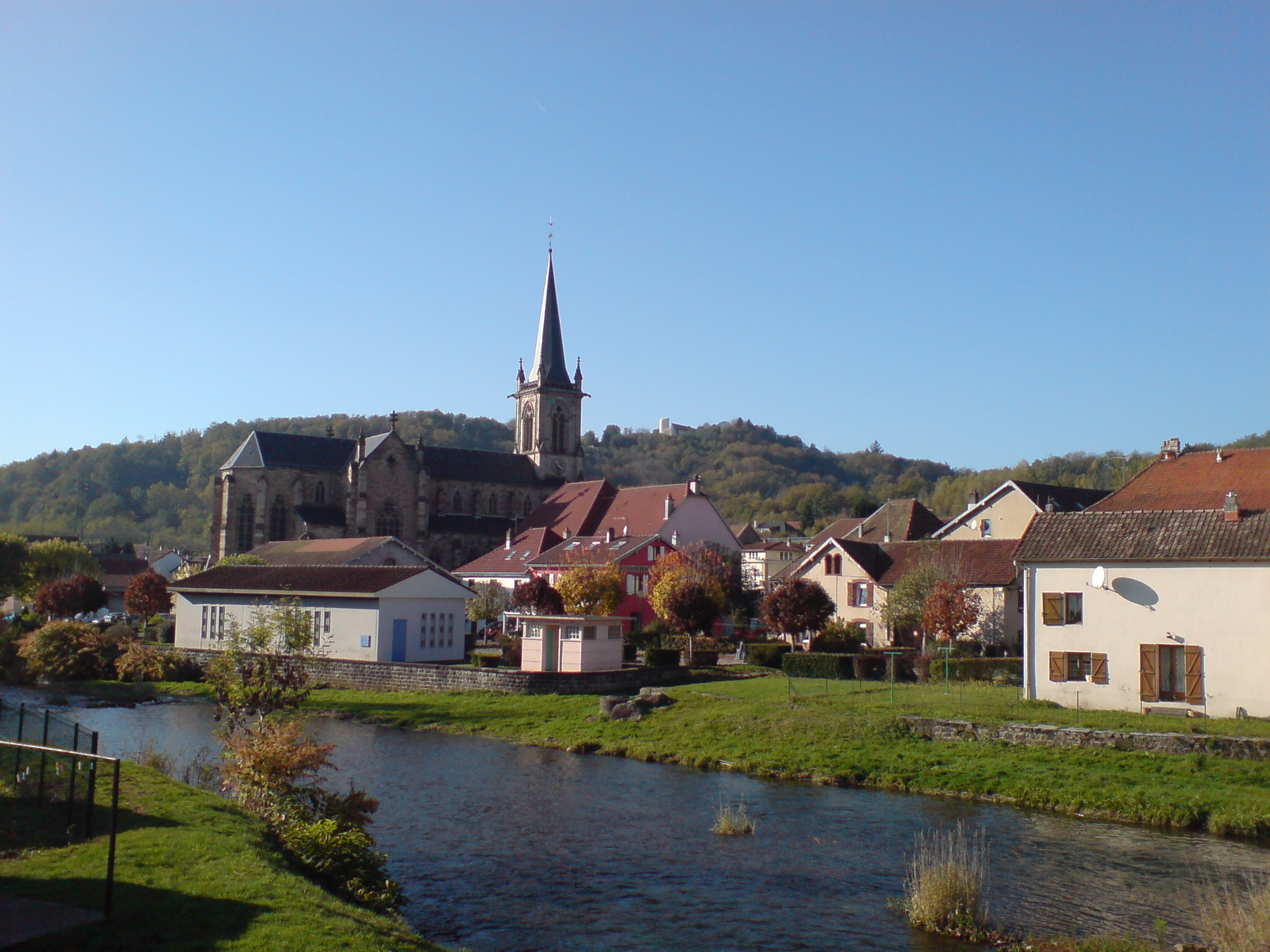
هذا منظر لرنشون من خلف الكنيسة.

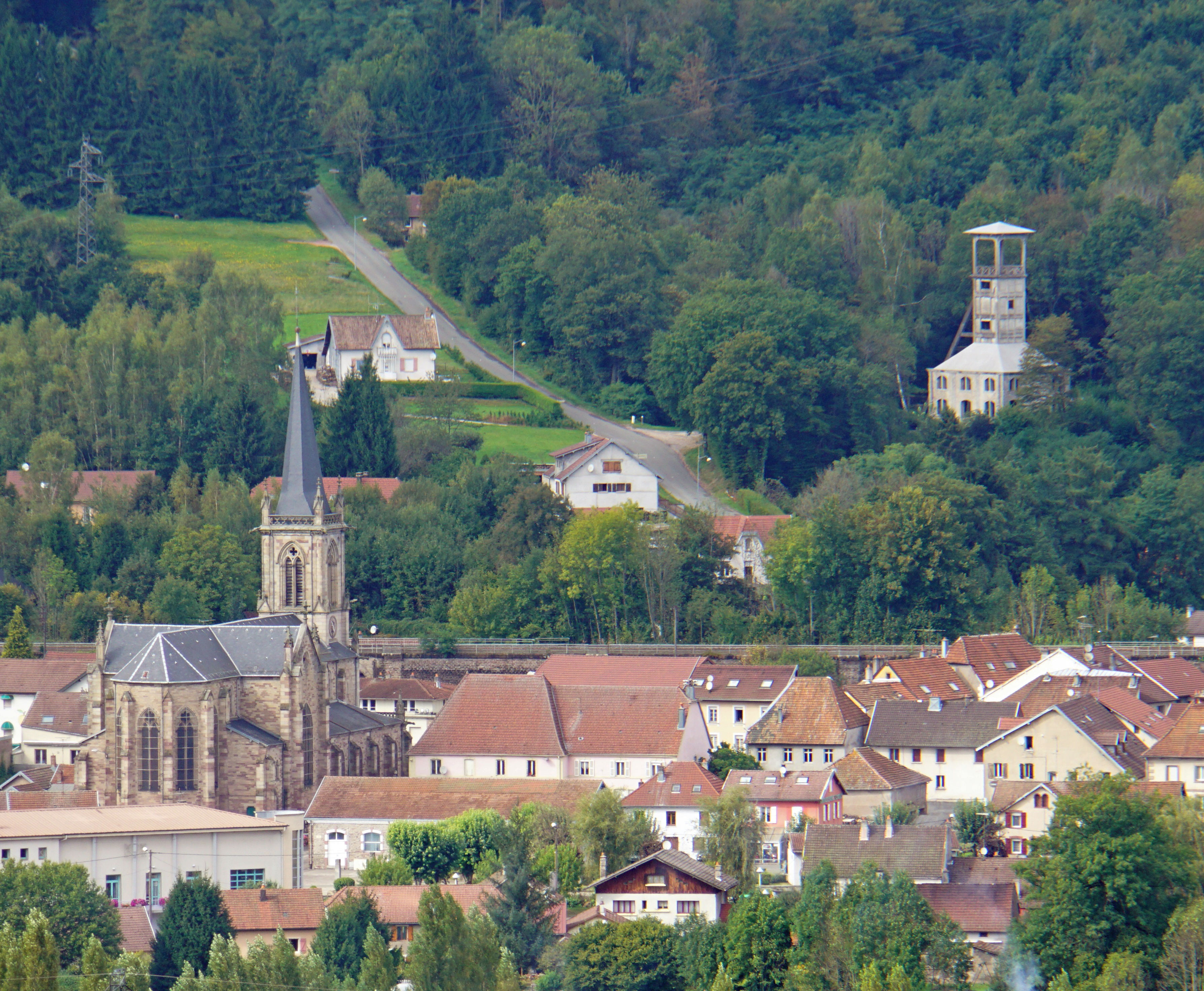
منظر لوسط المدينة.

رنشون هي بلدية فرنسية تقع في إقليم سون العليا التابعة لمنطقة بورغوني-فرانش كومته. توجد بها كنيسة نوتر دام دي أو للمعماري لو كوربوزييه.